# Hästgalan
Hästgalan är en sedan 1959 årligen återkommande fest, som anordnas i Stockholm  i början av februari. Under Hästgalan hyllas tränare, kuskar och hästar inom trav- och galoppsport i Sverige och flera priser delas ut för insatser under föregående år/säsong.

## Priser
Under galan delas priser ut inom kategorierna: "Årets uppfödarbragd", "Årets tränare", "Årets kusk", "Årets komet", "Årets kallblod", "Årets äldre", "Årets sto", "Årets 4-åring", "Årets 3-åring", "Årets 2-åring" "Årets jockey", "Årets galoppör" och "Årets häst". Till en början fanns enbart priset "Årets häst", men fler kategorier har tillkommit genom åren.
Även följande priser delas ut:
- Jim Fricks pris - till en ung och lovande professionell travtränare
- Helen Anns pris - till en framgångsrik kvinna
- Stig H:s skötarstipendium - två priser: ett till en hästskötare vars passhästar nått stora framgångar under det senaste året och ett till en hästskötare som under många år visat stor fallenhet och stort engagemang i sitt arbete
- Svensk Travsports montépris - till någon eller något inom disciplinen
- Travsportens Hedersambassadör - till någon som gjort en stor tjänst i sin livsgärdning och fortfarande gör det

Svenska Hästsportsjournalisters Klubb (SHK) väljer ut de nominerade och vinnarna i samtliga kategorier utom kategorin "Årets häst". När det gäller "Årets häst" tar SHK ut de fyra nominerade hästarna ett par veckor innan Hästgalan går av stapeln, därefter kan svenska folket rösta på de fyra nominerade via telefon eller internet. Den häst som får flest antal röster när rösterna från SHK (50 procent) räknas samman med rösterna från svenska folket (50 procent) utses till "Årets häst".

## Pristagare

### Årets häst
| Säsong | Häst            | Tränare             |
| ------ | --------------- | ------------------- |
| 1958   | Earl Bulwark    | Uno Swed            |
| 1959   | Locomite        | Gunnar Nordin       |
| 1960   | Adept           | Kurt Mattson        |
| 1961   | Julienne        | Sören Nordin        |
| 1962   | Julienne        | Sören Nordin        |
| 1963   | Julienne        | Sören Nordin        |
| 1964   | Julienne        | Sören Nordin        |
| 1965   | Pluvier III     | Gunnar Nordin       |
| 1966   | Shatter Way     | Birger Widell       |
| 1967   | Kentucky Fibber | Knut Lindblom       |
| 1968   | Kentucky Fibber | Knut Lindblom       |
| 1969   | Lyon            | Olle Elfstrand      |
| 1970   | Lyon            | Olle Elfstrand      |
| 1971   | Ego Boy         | Ingemar Olofsson    |
| 1972   | Lyon            | Olle Elfstrand      |
| 1973   | Ego Boy         | Ingemar Olofsson    |
| 1974   | Grain           | Stig H. Johansson   |
| 1975   | Ophal H.        | Gunnar Nordin       |
| 1976   | Wiretapper      | Sören Nordin        |
| 1977   | Express Gaxe    | Gunnar Axelryd      |
| 1978   | Pershing        | Berndt Lindstedt    |
| 1979   | Pershing        | Berndt Lindstedt    |
| 1980   | Mustard         | Sören Nordin        |
| 1981   | Dartster F.     | Olle Hedin          |
| 1982   | Dartster F.     | Olle Hedin          |
| 1983   | Legolas         | Thomas Nilsson      |
| 1984   | The Onion       | Stig H. Johansson   |
| 1985   | Meadow Road     | Torbjörn Jansson    |
| 1986   | Utah Bulwark    | Stig H. Johansson   |
| 1987   | Callit          | Karl O. Johansson   |
| 1988   | Callit          | Karl O. Johansson   |
| 1989   | Mack Lobell     | John-Erik Magnusson |
| 1990   | Peace Corps     | Stig H. Johansson   |
| 1991   | Peace Corps     | Stig H. Johansson   |
| 1992   | Ina Scot        | Kjell P. Dahlström  |
| 1993   | Ina Scot        | Kjell P. Dahlström  |
| 1994   | Copiad          | Erik Berglöf        |
| 1995   | Ina Scot        | Kjell P. Dahlström  |
| 1996   | Zoogin          | Åke Svanstedt       |
| 1997   | Kramer Boy      | Johnny Takter       |
| 1998   | Viking Kronos   | Lutfi Kolgjini      |
| 1999   | Fridhems Ambra  | Ove Ousbäck         |
| 2000   | Victory Tilly   | Stig H. Johansson   |
| 2001   | Scarlet Knight  | Stefan Melander     |
| 2002   | Victory Tilly   | Stig H. Johansson   |
| 2003   | Järvsöfaks      | Jan-Olov Persson    |
| 2004   | Järvsöfaks      | Jan-Olov Persson    |
| 2005   | Järvsöfaks      | Jan-Olov Persson    |
| 2006   | Going Kronos    | Lutfi Kolgjini      |
| 2007   | Commander Crowe | Petri Puro          |
| 2008   | Commander Crowe | Petri Puro          |
| 2009   | Torvald Palema  | Åke Svanstedt       |
| 2010   | Iceland         | Stefan Melander     |
| 2011   | Brioni          | Joakim Lövgren      |
| 2012   | Sebastian K.    | Åke Svanstedt       |
| 2013   | Nahar           | Robert Bergh        |
| 2014   | Maharajah       | Stefan Hultman      |
| 2015   | Delicious U.S.  | Daniel Redén        |
| 2016   | Nuncio          | Stefan Melander     |
| 2017   | Readly Express  | Timo Nurmos         |
| 2018   | Readly Express  | Timo Nurmos         |
| 2019   | Propulsion      | Daniel Redén        |
| 2020   | Hail Mary       | Robert Bergh        |
| 2021   | Calgary Games   | Timo Nurmos         |
| 2022   | Francesco Zet   | Daniel Redén        |
| 2023   | Joviality       | Sabine Kagebrant    |

### Andra utmärkelser
| Årets tränare  | Petri Puro      |
| Årets kusk     | Johnny Takter   |
| Årets komet    | Christina Medin |
| Årets kallblod | Järvsöfaks      |
| Årets äldre    | Giant Diablo    |
| Årets sto      | Giant Diablo    |
| Årets 4-åring  | Commander Crowe |
| Årets 3-åring  | Sahara Dynamite |
| Årets 2-åring  | Micro Mesh      |

| Årets tränare  | Stefan Hultman  |
| Årets kusk     | Örjan Kihlström |
| Årets komet    | Anna Rönning    |
| Årets kallblod | Järvsöfaks      |
| Årets äldre    | Commander Crowe |
| Årets sto      | Lie Detector    |
| Årets 4-åring  | Sahara Dynamite |
| Årets 3-åring  | Maharajah       |
| Årets 2-åring  | Juggle Face     |

| Årets tränare  | Åke Svanstedt    |
| Årets kusk     | Örjan Kihlström  |
| Årets komet    | Jennifer Tillman |
| Årets kallblod | Järvsöfaks       |
| Årets äldre    | Torvald Palema   |
| Årets sto      | Viola Silas      |
| Årets 4-åring  | Maharajah        |
| Årets 3-åring  | Red Hot Dynamite |
| Årets 2-åring  | Raja Mirchi      |

| Årets tränare  | Lutfi Kolgjini  |
| Årets kusk     | Erik Adielsson  |
| Årets komet    | Troels Andersen |
| Årets kallblod | Hallsta Lotus   |
| Årets äldre    | Iceland         |
| Årets sto      | Viola Silas     |
| Årets 4-åring  | Joke Face       |
| Årets 3-åring  | Raja Mirchi     |
| Årets 2-åring  | Global Noble    |

| Årets tränare  | Åke Svanstedt      |
| Årets kusk     | Åke Svanstedt      |
| Årets komet    | Marcus M. Melander |
| Årets kallblod | Hallsta Lotus      |
| Årets äldre    | Maharajah          |
| Årets sto      | Tamla Celeber      |
| Årets 4-åring  | Kadett C.D.        |
| Årets 3-åring  | Pato               |
| Årets 2-åring  | Fascination        |

| Årets tränare  | Stefan Melander    |
| Årets kusk     | Åke Svanstedt      |
| Årets komet    | Oskar J. Andersson |
| Årets kallblod | Hallsta Lotus      |
| Årets äldre    | Sebastian K.       |
| Årets sto      | Fascination        |
| Årets 4-åring  | Pato               |
| Årets 3-åring  | Chelsea Boko       |
| Årets 2-åring  | Denim Boko         |

| Årets tränare  | Robert Bergh    |
| Årets kusk     | Örjan Kihlström |
| Årets komet    | Mattias Djuse   |
| Årets kallblod | Månprinsen A.M. |
| Årets äldre    | Nahar           |
| Årets sto      | Amazon Am       |
| Årets 4-åring  | Mosaique Face   |
| Årets 3-åring  | Amazon Am       |
| Årets 2-åring  | Onceforall Face |

| Årets tränare  | Robert Bergh    |
| Årets kusk     | Björn Goop      |
| Årets komet    | Eric Martinsson |
| Årets kallblod | Månprinsen A.M. |
| Årets äldre    | Maharajah       |
| Årets sto      | Neona Princess  |
| Årets 4-åring  | Poochai         |
| Årets 3-åring  | Al Dente        |
| Årets 2-åring  | Mister J.P.     |

| Årets tränare  | Lutfi Kolgjini  |
| Årets kusk     | Örjan Kihlström |
| Årets komet    | Per Nilsson     |
| Årets kallblod | Månprinsen A.M. |
| Årets äldre    | Mosaique Face   |
| Årets sto      | D'One           |
| Årets 4-åring  | Some Summit     |
| Årets 3-åring  | Readly Express  |
| Årets 2-åring  | Gareth Boko     |

| Årets tränare  | Peter Untersteiner        |
| Årets kusk     | Örjan Kihlström           |
| Årets komet    | Kevin Oscarsson           |
| Årets kallblod | Tand Kraft                |
| Årets äldre    | On Track Piraten          |
| Årets sto      | Darling Mearas, Galactica |
| Årets 4-åring  | Readly Express            |
| Årets 3-åring  | Deimos Racing             |
| Årets 2-åring  | Coin Perdu                |

| Jim Fricks pris             | Mattias Djuse                         |
| Helen Anns pris             | Matilda Persson                       |
| Stig H:s skötarstipendium   | Malin Bohman Friberg, Hanna Edvinsson |
| Årets uppfödarbragd         | Prestera International AB             |
| Svensk Travsports montépris | Sofia Adolfsson                       |
| Travets hedersambassadör    | Torbjörn Jansson                      |
| Årets tränare               | Johan Untersteiner                    |
| Årets kusk                  | Christoffer Eriksson                  |
| Årets komet                 | Nicklas Westerholm                    |
| Årets kallblod              | Månprinsen A.M.                       |
| Årets äldre                 | Readly Express                        |
| Årets sto                   | Cash Crowe                            |
| Årets 4-åring               | Cyber Lane                            |
| Årets 3-åring               | Villiam                               |
| Årets 2-åring               | Global Welcome                        |

| Jim Fricks pris             | Nicklas Westerholm                 |
| Helen Anns pris             | Helena Burman                      |
| Stig H:s skötarstipendium   | Isabell Eriksson, Jenny Engfors    |
| Årets uppfödarbragd         | Thomas Johansson, Gösta Samuelsson |
| Svensk Travsports montépris | Bergsåker travbana                 |
| Årets tränare               | Daniel Redén                       |
| Årets kusk                  | Björn Goop                         |
| Årets komet                 | Emilia Leo                         |
| Årets kallblod              | Månprinsen A.M.                    |
| Årets äldre                 | Readly Express                     |
| Årets sto                   | Conrads Rödluva                    |
| Årets 4-åring               | Who's Who                          |
| Årets 3-åring               | Conrads Rödluva                    |
| Årets 2-åring               | Belker                             |

| Jim Fricks pris             | Daniel Wäijersten                              |
| Helen Anns pris             | Emilia Leo                                     |
| Stig H:s skötarstipendium   | Ellinor Wennebring, Emelie Hillås              |
| Årets uppfödarbragd         | Ronny Olofsson, Vanja Olofsson                 |
| Svensk Travsports montépris | Ladyofthelake, Lise-Lotte Nyström, Anna Erixon |
| Årets tränare               | Daniel Redén                                   |
| Årets kusk                  | Örjan Kihlström                                |
| Årets komet                 | Emilia Leo                                     |
| Årets kallblod              | Björs Frej                                     |
| Årets äldre                 | Readly Express                                 |
| Årets sto                   | Activated                                      |
| Årets 4-åring               | Attraversiamo                                  |
| Årets 3-åring               | Power                                          |
| Årets 2-åring               | Revelation                                     |

| Helen Anns pris             | Katja Melkko                             |
| Stig H:s skötarstipendium   | Charlotte Andersson, Ann-Sofie Johansson |
| Svensk Travsports montépris | Emilia Leo                               |
| Årets tränare               | Daniel Redén                             |
| Årets kusk                  | Björn Goop                               |
| Årets komet                 | Jasmine Ising                            |
| Årets kallblod              | Månlykke A.M.                            |
| Årets äldre                 | Very Kronos                              |
| Årets sto                   | Diana Zet                                |
| Årets 4-åring               | Hail Mary                                |
| Årets 3-åring               | Eagle Eye Sherry                         |
| Årets 2-åring               | Islay Mist Sisu                          |

| ATG:s Hederspris Ridsport   | Roland Thunholm, fotograf         |
| ATG:s hederspris Galopp     | Helena Gärtner (Svensk Galopp)    |
| Remy Nilssons Pris          | Joakim Svensson (Travronden)      |
| Helen Anns pris             | Sandra Eriksson                   |
| Stig H:s skötarstipendium   | Emma Nordström, Pernilla Sundling |
| Årets Uppfödarbragd         | Tomas Jonsson (Stall Öna)         |
| Svensk Travsports montépris | Mindyourvalue W.F.                |
| Årets tränare               | Per Nordström                     |
| Årets kusk                  | Örjan Kihlström                   |
| Årets komet                 | Jennifer Persson                  |
| Årets kallblod              | Månlykke A.M.                     |
| Årets äldre                 | Don Fanucci Zet                   |
| Årets sto                   | Honey Mearas                      |
| Årets 4-åring               | Calgary Games                     |
| Årets 3-åring               | Francesco Zet                     |
| Årets 2-åring               | Hepburn                           |

| Helen Anns pris             | Maria Törnqvist                       |
| Stig H:s skötarstipendium   | Jenny Pettersson, Alexander Andersson |
| Årets Uppfödarbragd         | Vestmarka AB (Ståle Lindgren)         |
| Svensk Travsports montépris | Jonathan Carré                        |
| Årets tränare               | Daniel Redén                          |
| Årets kusk                  | Magnus A. Djuse                       |
| Årets komet                 | Gustav Johansson                      |
| Årets kallblod              | Stjärnblomster                        |
| Årets äldre                 | Don Fanucci Zet                       |
| Årets sto                   | Lara Boko                             |
| Årets 4-åring               | Francesco Zet                         |
| Årets 3-åring               | Bedazzled Sox                         |
| Årets 2-åring               | Fiftyfour                             |

| TG:s hederspris för bestående insatser inom svensk hästsport | Ingvar Fredricson                      |
| Stig H:s skötarstipendium                                    | Christine Håkansson, Fredrica Sandberg |
| Helen Anns pris                                              | Elisabeth Almheden                     |
| Årets Uppfödarbragd                                          | Sisyfos Breeders AB                    |
| Svensk Travsports montépris                                  | Jonathan Carré                         |
| Årets tränare                                                | Johan Untersteiner                     |
| Årets kusk                                                   | Magnus A. Djuse                        |
| Årets komet                                                  | Wilma Karlsson                         |
| Årets kallblod                                               | Majblomster                            |
| Årets äldre                                                  | San Moteur                             |
| Årets sto                                                    | Joviality                              |
| Årets 4-åring                                                | Joviality                              |
| Årets 3-åring                                                | Fame and Glory                         |
| Årets 2-åring                                                | L'amourpourblanca                      |